# North Garden (Virginie)
 (février 2025).
North Garden est une census-designated place située dans le comté d'Albemarle, dans l’État de Virginie, aux États-Unis. Lors du recensement de 2020, elle comptait 461 habitants.